# Лачунґ
Лачунґ (англ. Lachung, гінді लाचुंग) — місто в окрузі Північний Сіккім індійського штату Сіккім, неподалік від кордону з КНР та біля злиття річок Лачунґ і Лачен, приток Тісти. Слово Lachung означає «маленька гора».
У місті розташована база індійської армії. До анексії Тибету Китаєм в 1950 році Лачунґ був торговим постом між Сіккімом і Тибетом, проте після цього перехід між двома країнами був закритий. Зараз економіка міста засновується на туризмі, який став популярним після відкриття району для відвідування. Зазвичай туристи прибувають з жовтня по травень, переважно на шляху до долини Юмтханґ та монастиря Лачунґ. Більшість мешканців міста належить до народу лепча, частина населення — тибетці. Вони розмовляють мовами лепча, непальською та бхутія.